# The Valley of the Giants (film fra 1919)
The Valley of the Giants er en amerikansk stumfilm fra 1919 af James Cruze.

## Medvirkende
- Wallace Reid som Bryce Cardigan
- Grace Darmond som Shirley Sumner
- William Brunton som Buck Ogilvy
- Charles Ogle som Cardigan
- Ralph Lewis som Pennington